# Roter Kamm (přírodní památka)
Roter Kamm je název přírodní památky, která se nachází na území lázní Bad Schlema, které jsou od roku 2019 částí velkého okresního města Aue-Bad Schlema v německém zemském okrese Krušné hory v Sasku. Významná geologická lokalita byla prohlášená přírodní památkou 4. prosince 1975. Geotop Roter Kamm je součástí Hornické krajiny Bad Schlema (Bergbaulandschaft Bad Schlema), která je jednou z charakteristických krušnohorských hornických oblastí, zařazených do česko-německého Hornického regionu Erzgebirge/Krušnohoří (německy Montanregion Erzgebirge), jenž byl v červenci roku 2019 zapsán na seznam světového dědictví UNESCO.

## Předmět ochrany a popis lokality
Přírodní památku v podobě červeně zbarveného skalního výchozu lze spatřit naproti staré cáchovně (tzv. Huthaus) nedaleko středověké odvodňovací štoly Markuse Semmlera v prostoru zvaném Zechenplatz v údolí potoka Schlemabach v západní části lázní Bad Schlema. 

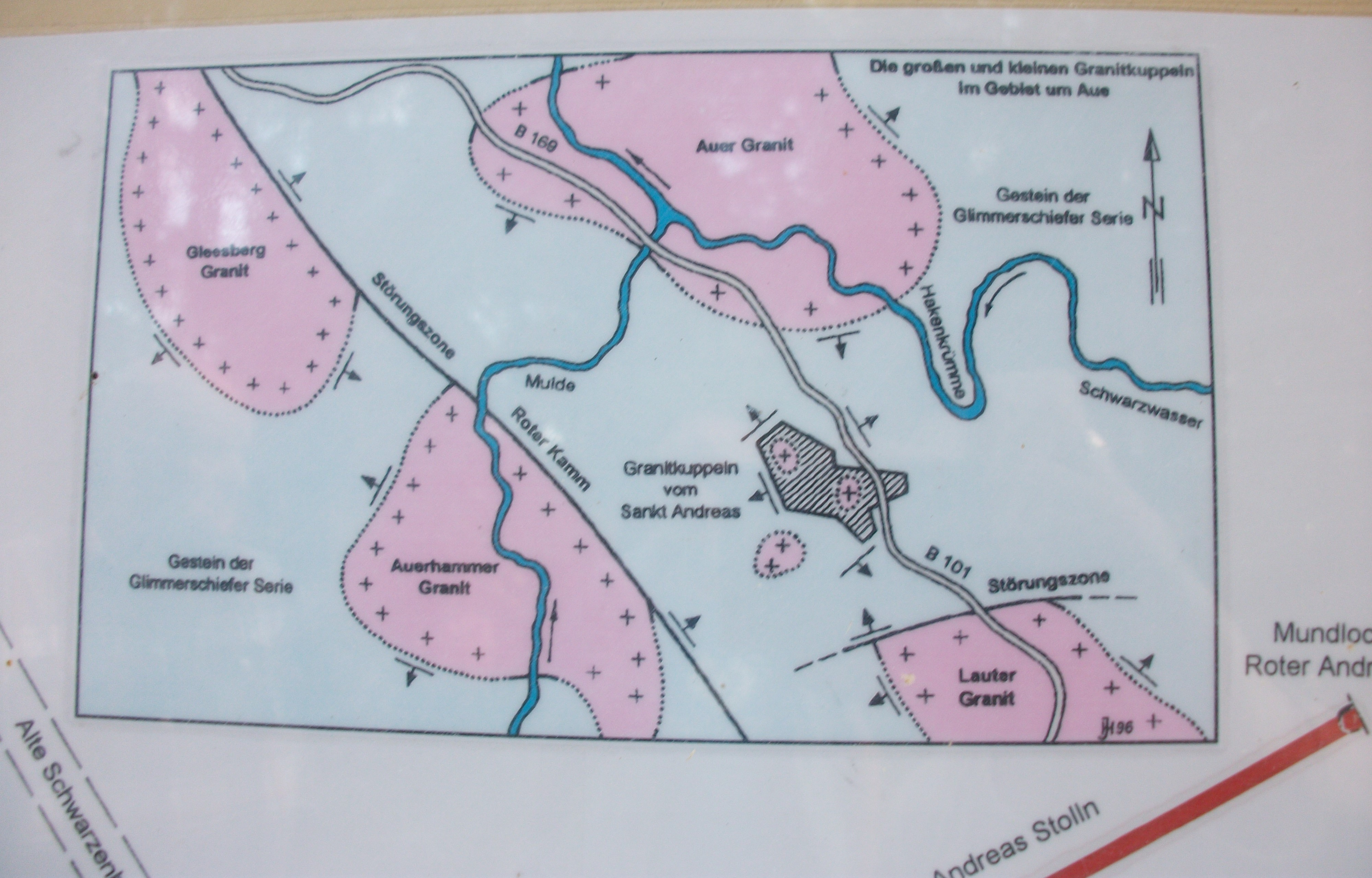
Mapka, zobrazující průběh geologické poruchy Roter Kamm

Chráněné území zahrnuje skalní výchoz (z geomorfologického hlediska se jedná o svědecký vrch) s pozůstatky podzemních důlních děl, jejichž historie sahá od 15. století až do století dvacátého. Přímo ve skalním výchozu je ústí štoly Unterer Roter Felsenstolln (v překladu Dolní červená skalní štola), nad jejímž vchodem je uveden letopočet 1451. Název geotopu je odvozen od červené barvy zdejšího křemene, způsobené příměsí hematitu v místní hornině. Ve skále lze nalézt drúzy krystalů  a na jejím povrchu jsou patrná výrazná tektonická zrcadla. Kromě křemene se zde vyskytuje i baryt a také železné a manganové rudy. 
Jako Roter Kamm je zároveň označován zhruba osm kilometrů dlouhý úsek geologické poruchy, která v těchto místech prochází saským Krušnohořím od Schneebergu přes Oberschlemu, Auerhammer a Aue až po Lauter. Zmíněný úsek je součástí mohutného tektonického zlomu, který vede ze severozápadu od města Gery v Durynsku na jihovýchod  po český Jáchymov. Tento velký zlom vznikl před přibližně 300 miliony let v období hercynského (variského) vrásnění, kdy v důsledku srážky kontinentálních desek Armoriky a Larussie byla vyzdvižena Hercynská pohoří včetně Krušných hor. Geotop Roter Kamm, který je součástí místní naučné stezky Bodenlehrpfad Bad Schlema, je pozoruhodným dokladem těchto tektonických procesů, které se významně zasloužily o vznik krušnohorských rudních ložisek.
V schneebergském rudním revíru probíhala intenzívní těžba stříbrných a kobaltových rud a také niklu, cínu a wolframu již od poloviny 15. století. Ve 20. století byla v oblasti Schlema-Alberoda soustředěna těžba uranových rud. Sovětsko-německá akciová společnost Wismut v letech 1946 až 1991 z tohoto významného světového ložiska vytěžila zhruba 80 000 tun uranu. Tuto historii připomínají v Bad Schlema mj. i expozice zdejšího Muzea těžby uranu.
Oblast geologické poruchy Roter Kamm se ve druhé dekádě 21. století stala předmětem průzkumu možnosti využití této lokality pro vybudování geotermální elektrárny. Vzhledem k příliš vysokým nákladům bylo však nakonec od realizace tohoto projektu upuštěno.